# مجال ثقة
في الإحصاء، مجال الثقة أو نطاق الثقة هو مجال عددي يُتوقع أن يحتوي على القيمة الحقيقية لمَعلَمة إحصائية يراد معرفتها لمجتمع إحصائي ما.
يترافق مفهوم مجال الثقة مع مفهوم آخر هو مستوى الثقة والذي يمكن شرحه كالتالي: لنقل أننا نريد تقدير قيمة مَعلمة ما لمجتمع إحصائي وقمنا لهذا الغرض بتكرار تجربة إحصائية على العديد من العينات العشوائية المأخوذة من المجتمع ومن ثم قمنا بحساب مجال ثقة لقيمة المَعلَمة المدروسة من كل من هذه العينات. يُطلق على نسبة عدد مجالات الثقة التي حوت على القيمة الحقيقية للمعلمة اسم مستوى الثقة.
عندما نقول أننا واثقون بنسبة 99% (أي أن مستوى الثقة قدره 99%) بأن قيمة المعلمة المنشودة (المتوسط الحسابي مثلا) تقع ضمن مجال الثقة الذي حسبناه من عينة عشوائية فإن هذا يكافئ قولنا بأن 99% من كل مجالات الثقة التي يمكن حسابها من عينات عشوائية من المجتمع الإحصائي المدروس ستحتوي على القيمة الحقيقية للمعلمة. لذا فإنه من الخطأ القول أن مستوى ثقة بقيمة 99% يعني بأن هنالك احتمال 99% بوقوع القيمة الحقيقية للمعلمة ضمن مجال الثقة المحسوب. الصحيح هو أن القيمة الحقيقية للمعلمة إما أن تقع ضمن من مجال الثقة أو أنها لا تقع ضمنه. كلمة الثقة هنا ليس لها علاقة بالاحتمالية وإنما بتكرارية احتواء مجالات الثقة المحسوبة من العديد من العينات على القيمة الحقيقية للمعلمة. (انظر الشكل الجانبي).
يتم تحديد مستوى الثقة من قِبَل الباحث نفسه وبالتالي هو ليس رقما مستنبطا من بيانات العينة. جرت العادة في أغلب الأبحاث أن يتم استخدام مجالات ثقة بمستوى ثقة قدره 95% ولكن يمكن أن يتم أيضا حسابها بمستويات ثقة أخرى مثل 99% و90%. تجدر الإشارة إلى أن حجم مجال الثقة يتأثر بعدة عوامل مثل حجم العينة المدروسة وتشتت المجتمع الإحصائي.
يعتبر جيرزي نيمان هو أول من أتى بفكرة مجالات الثقة في الإحصاء وذلك في ورقة بحثية نشرت في العام 1937.

## تعريف
لنفرض أن لدينا عينة عشوائية {\displaystyle X} من توزع احتمالي ذي معلمة (بارامتر) {\displaystyle \theta }. لكي نتمكن من معرفة قيمة {\displaystyle \theta } للتوزع الاحتمالي بمستوى ثقة قدره {\displaystyle \gamma } يمكننا تعريف مجال ثقة بحدين عشوائيين {\displaystyle u(X)} و {\displaystyle v(X)} يحققان الصيغة التالية:
{\displaystyle {\Pr }_{\theta ,\phi }(u(X)<\theta <v(X))=\gamma {\text{ for all }}(\theta ,\phi )}
حيث:
{\displaystyle {\Pr }_{\theta ,\phi }} يشير إلى توزع الاحتمال للعينة العشوائية {\displaystyle X} ذي المعلمتين {\displaystyle \theta } و {\displaystyle \phi }
{\displaystyle \phi } هي مَعلمة إحصائية للتوزع الاحتمالي لسنا مهتمين بها في الدراسة لكنها توصّف التوزع الاحتمالي
{\displaystyle u,v} هما دالتان لتحديد قيمتين عشوائيتين من {\displaystyle X} (التي بدورها هي عينة عشوائية)
يمكن قراءة الصيغة أعلاه على النحو التالي: إن مجال الثقة الواقع بين الحدين العشوائيين {\displaystyle u(X)} و {\displaystyle v(X)} المأخوذين من العينة العشوائية {\displaystyle X} يحتوي على القيمة الحقيقية لـ {\displaystyle \theta } باحتمال قدره {\displaystyle \gamma }. لاحظ أنه يمكننا استعمال مفهوم «الاحتمال» هنا كون أننا ما زلنا نتكلم عن عينة عشوائية {\displaystyle X} لكن حالما نقوم فعليا بأخذ العينة ولنسمها {\displaystyle x} ونقوم بتحديد مجال ثقة بعينه {\displaystyle (u(x),v(x))} فإننا أصبحنا أمام مثال واحد (عينة واحدة) من بين كل الأمثلة الممكنة (كل العينات الممكنة) وبالتالي لن يكون من الصحيح الحديث عن "احتمال قدره {\displaystyle \gamma } لاحتواء المجال على قيمة المعلمة {\displaystyle \theta }" وإنما نقول أن هذا المجال هو ذو مستوى ثقة قدره {\displaystyle \gamma }.

## مجال الثقة في اختبارات الفرضيات الإحصائية
إذا أجرينا اختبار فرضية إحصائية ما فيكون مستوى الثقة هو متمم متسوى الدلالة المنشود للاختبار. فإذا كان مستوى الدلالة المطلوب من قبل الباحثين هو 5% فيجب أن يكون مستوى الثقة هو 95%. وبهذا يكون مجال الثقة حاويا على القيم المحتملة للمعلمة الإحصائية والتي عند إخضاعها للاختبار الإحصائي باستخدام نفس العينة فلن يمكن أن يتم رفضها.